# Юрбаркський район
Юрбаркський район (Юрбаркське районне самоврядування; лит. Jurbarko rajono savivaldybė) — адміністративна одиниця в  Тауразькому повіті  Литви.

## Населені пункти
- 2 міста — Юрбаркас і Смалінінкай
- 9 містечок — Ержвілкас, Раудоне, Середжіус, Стакяй, Шімкайчяй, Ваджгіріс, Велюона і Вешвіле
- 380 сіл

 Чисельність населення (2001): 
- Юрбаркас — 13 797
- Клаусучяй посилання — 1 050
- Вешвіле посилання — 1 045
- Скірснемуне — 905
- Юрбаркай — 898
- Велюона — 883
- Середжіус — 749
- Раудоне — 716
- Смалінінкай — 653
- Ержвілкас — 518

## староства
Район включає 12 староств:
- Велюонське (лит. Veliuonos seniūnija; адм. Центр: Велюона)
- Вешвільське (лит. Viešvilės seniūnija; адм. Центр: Вешвіле)
- Гірджяйське (лит. Girdžių seniūnija; адм. Центр: Гірджяй)
- Раудонське (лит. Raudonės seniūnija; адм. Центр: Раудоне)
- Середжське (лит. Seredžiaus seniūnija; адм. Центр: Середжіус)
- Скірснемунське (лит. Skirsnemunės seniūnija; адм. Центр: Скірснемуне)
- Смалінінкайське (лит. Smalininkų seniūnija; адм. Центр: Смалінінкай)
- Шімкайчяйське (лит. Šimkaičių seniūnija; адм. Центр: Шімкайчяй)
- Ержвілкське (лит. Eržvilko seniūnija; адм. Центр: Ержвілкас)
- Юодайчяйське (лит. Juodaičių seniūnija; адм. Центр: Юодайчяй)
- Юрбаркайське (лит. Jurbarkų seniūnija; адм. Центр: Юрбаркай)
- Юрбаркське міське (лит. Jurbarko miesto seniūnija; адм. Центр: Юрбаркас)